# Puente Románico de La Ramallosa
El puente románico de La Ramallosa cruza el Río Miñor que divide los municipios de Nigrán y Bayona, en la provincia de Pontevedra, comunidad autónoma de Galicia (España). 

## Arquitectura
Su construcción data del siglo XIII (fecha sin confirmar su veracidad). Construido con sillares graníticos, conserva aún su esencia medieval. Obra de transición del románico al gótico, restaurada a principios del siglo XX, muestra diez arcos de medio punto tímidamente apuntados que anuncian la próxima llegada de un nuevo estilo.
En la mitad del puente se conserva un crucero, que tiene a sus pies una imagen de San Telmo, patrón de los navegantes y a quien la historia parece reconocer el haberlo mandado construir, y la leyenda, haberlo protegido en una fuerte tormenta. Posiblemente, con anterioridad había otro puente, por el que discurría la calzada romana Vía XX (per loca maritima) del itinerario de Antonio.
Los pilares de la arcada forman tajamares, siendo coronados por apartaderos triangulares.

## Historia
En el artículo de Sabarís aparece esta breve reseña sobre su historia: Se habla de un antiguo puente o "puente vello" que fue destruido por Almanzor a su paso por estas tierras y que fue reedificado de nuevo en el siglo XIII. «En 1236 llega a Tuy D. Pedro González Telmo, más conocido por San Telmo, cuatro años más tarde moría en la misma ciudad. La leyenda cuenta que por mediación de este santo se acometió la reconstrucción del Puente Románico de A Ramallosa, sobre el cual obró uno de sus milagros durante una fuerte tormenta que hacía peligrar el puente».